# 1501 în literatură
- 1500 în literatură — 1501 în literatură — 1502 în literatură

Anul 1501 în literatură a implicat o serie de evenimente semnificative.

## Evenimente

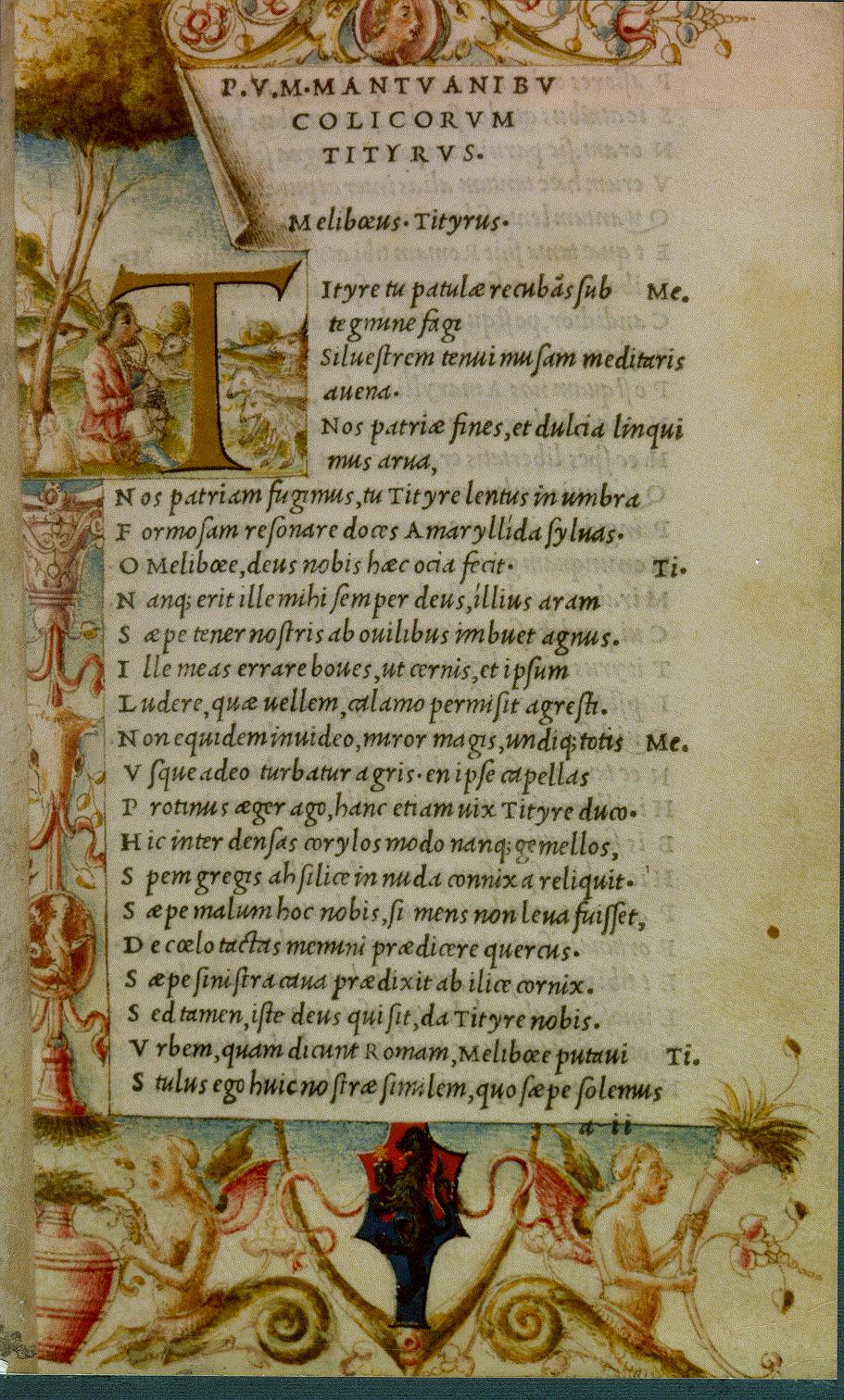
Prima apariție a unui text cu caractere cursive 1501, Aldo Manuce publică texte de Publius Vergilius Maro

- Aldo Manuce (1449-1515), tipograf venețian, inventează stilul cursiv.

## Eseuri
- Giovanni Pontano (1429-1503):
  - Aegidium
  - De hortis Hesperidum
  - De fortuna

## Cărți noi
- Margery Kempe - The Book (postum)
- Marko Marulić - Judita

## Nașteri
- Maurice Scève, poet francez, d. 1564.

## Decese
- Jean Michel, dramaturg francez, d. 1435.